# میچ گرین
میچ گرین (تولد: ۱۳ ژانویه ۱۹۵۷) بوکسور حرفه ای سابق آمریکایی است که از سال ۱۹۸۰ تا ۲۰۰۵ در مسابقات شرکت کرد. او بیشتر به خاطر مسافت طولانی با مایک تایسون که در آن زمان شکست ناپذیر بود و ۲۰ مسابقه متوالی را برد، ۱۹ تای آن‌ها با ناک اوت شناخته می‌شود. چندین سال بعد، در سال ۱۹۸۸، گرین دوباره در یک نزاع خیابانی بدنام با تایسون مبارزه کرد. خلال دندانی که بین لب‌هایش آویزان بود، علامت تجاری او در هر حضور عمومی بود.

## سال‌های اولیه
گرین در برانکس در خیابان ۱۷۵ بین آنتونی و کلی ایوز بزرگ شد. گرین گفت: «در ۱۷ سالگی من دو گلوله خوردم. اما باید به خواست خدا بود که آسیبی ندیدم.» اولین باری که گرین با یک مگنوم ۰٫۲۲ شلیک شد. گلوله از مچ دست راست او عبور کرد، اما راب شریان‌ها، استخوان‌ها و اعصاب را از دست داد و گرین چند هفته بعد دوباره در حال مبارزه بود. بار دوم او زخمی شد، زمانی که یک حلزون حرکتی سمت راست سر او را برید و یک زخم کوتاه و پف کرده باقی گذاشت. از قضا، این درگیری با اسلحه بود که گرین را به سمت بوکس کمتر سوق داد. بعداً به جامائیکا، کوئینز نقل مکان کرد، جایی که طبق گزارش‌ها با یکی دیگر از ساکنان جامائیکا و بوکسور آماتور با استعداد کارل ویلیامز مبارزه کرد.
گرین در حالی که به عنوان نگهبان مشغول به کار بود و در دبیرستان DeWitt Clinton تحصیل کرد.

## حرفه آماتور
او به عنوان آماتور چهار بار برنده دستکش طلایی نیویورک شد. (۱۹۷۶، ۱۹۷۷، ۱۹۷۹ و ۱۹۸۰) و رکورد ۶۴ برد و ۷ باخت را با ۵۱ برد با ناک اوت به دست آورد. گرین در سال ۱۹۷۶ قهرمان سنگین‌وزن زیر مبتدیان و قهرمانی آزاد سنگین‌وزن در سال‌های ۱۹۷۷، ۱۹۷۹ و ۱۹۸۰ شد. گرین در سال ۱۹۷۶ آنتونی زامپلی را شکست داد و عنوان قهرمانی را به دست آورد. در سال ۱۹۷۷ گرین برای کسب عنوان قهرمانی، گای کاساله را شکست داد. در سال ۱۹۷۹ گرین برای قهرمانی رالف فوچی را شکست داد و در سال ۱۹۸۰ گرین مرلین کاستلانوس را برای عنوان قهرمانی شکست داد. او در مسابقات سال ۱۹۷۸ متحمل شکست قاطعی شد و مانع از کسب پنجمین عنوان دستکش طلایی شد.
او همچنین دو بار قهرمان دستکش طلایی بین شهری شد. در سال ۱۹۷۷ او با KO در دور یک بر کالوین کراس و دوباره در سال ۱۹۷۹ با تصمیم بر ویلیام هوزیا این عنوان را به دست آورد.

"I hit him with double rights twice, and he had to go down. But he didn't. He refused. I couldn't believe it. And I put a couple of left hooks right on the money. IT WAS A WAR."

—Marvis Frazier on fighting Green.
میچ در برابر ایگور ویسوتسکی بزرگ روسی در مسابقه سال ۱۹۷۸ شکست خورد و به عنوان یک چشم‌انداز برای بازی‌های المپیک ۱۹۸۰ (که در مسکو برگزار شد) در نظر گرفته شد، اما ایالات متحده این مسابقات را تحریم کرد و گرین نیز در یک چهارم نهایی آزمایش‌های المپیک به مارویس فریزر شکست خورد. آن سال. با این حال، او در فینال مسابقات شرق منطقه موفق شد وودی کلارک مدعی همیشگی را شکست دهد.
گرین در رقابت‌های آماتوری نیز مبارزه‌ها را به قهرمانان آینده جهان، گرگ پیج و تونی تابز واگذار کرد، اگرچه او موفق شد تابز را در جشنواره ورزشی ۱۹۷۸ شکست دهد. در کمال تعجب، او همچنین به قهرمان آینده وزن رزمناو، آلفونزو راتلیف، در مسابقه بین شهری نیویورک-شیکاگو در سال ۱۹۸۰ شکست خورد.
گرین در ورزشگاه United Block Association در شهر نیویورک تمرین کرد. در آن زمان او به عنوان نگهبان استخدام شد.
گرین در سال ۱۹۸۰ حرفه ای شد و قراردادی با مروج راک شلی فینکل امضا کرد که در سال ۱۹۷۹ در نمایشگاه طلایی نیویورک با او آشنا شد. به عنوان یک حرفه ای، گرین یکی از «قهرمانان فردا» NBC بود (گروهی از جوان‌های حرفه ای فینکل، که شامل الکس راموس، تونی آیالا جونیور، دونالد کری و جانی بامفوس نیز می‌شد) و به رتبه # # رسید. ۷ توسط شورای جهانی بوکس و همچنین در ده نفر برتر توسط انجمن جهانی بوکس. گرین پس از اختلاف نظر بر سر پرداخت، فینکل را پس از یک سال به عنوان یک حرفه ای ترک کرد. او توسط کارل کینگ، پسر دان کینگ، که مروج گرین بود، مدیریت می‌شد.
میچ در شانزده مبارزه اول خود شکست ناپذیر بود، که شامل پیروزی در امتیاز ۱۹۸۳ بر فلوید «جامبو» کامینگز ناهموار و تساوی با اسب آزمایشی رابرت ایوانز بود. اولین باخت او یک تصمیم دوازده راند به قهرمان آینده WBC ترور بربیک در تلاش برای عنوان قهرمانی انجمن بوکس ایالات متحده در ۱۰ اوت ۱۹۸۵ بود.
در مارس ۱۹۸۵، گرین به شدت کنفرانس مطبوعاتی مبارزه لری هلمز و دیوید بی در مسابقات قهرمانی لری هلمز و دیوید بی را قطع کرد و ادعا کرد که او رقیبی بهتر از بی است و به دنبال درگیری با مردم دان کینگ بود.
پس از پیروزی بر پرسل دیویس، او در سال ۱۹۸۶ در شبکه HBO، در یک مسابقه ده راندی به مایک تایسون باخت، در معروف‌ترین مبارزه خود. در شروع مبارزه، گرین به شدت از تفاوت کیف پول بین او و تایسون شکایت کرده بود که یک روز قبل از مبارزه، در وزن کشی، گرین متوجه شد که ۳۰۰۰۰ دلار در مقایسه با ۲۰۰۰۰۰ دلار تایسون برای مبارزه و قرارداد یک میلیون دلاری دریافت می‌کند. برای پخش زنده ۳ مبارزه HBO. او تهدید کرد که از مسابقه کنار می‌رود و در نهایت به آزادی از قرارداد مدیریتی خود با پسرخوانده کینگ، کارل، در ازای کیف پول کوتاهش رضایت داد. گرین در طول مبارزه علیرغم شکست در یک تصمیم متفق القول در ده راند، نمایشی سرسختانه به نمایش گذاشت و در یک نقطه موفق شد یکی از دندان‌های طلای تایسون را از بین ببرد که در مقابل فیل برگر نویسنده فرود آمد.

## شغل حرفه ای
گرین در سال 1980 به حرفه ای تبدیل شد و قراردادی با مروج راک شلی فینکل امضا کرد که در سال 1979 در نمایشگاه طلایی نیویورک با او آشنا شد. به عنوان یک حرفه ای، گرین یکی از «قهرمانان فردا» NBC بود (گروهی از جوان های جوان فینکل، که شامل الکس راموس، تونی آیالا جونیور، دونالد کری و جانی بامفوس نیز می شد) و در رتبه هفتم قرار گرفت. شورای جهانی بوکس، و همچنین در ده نفر برتر توسط انجمن جهانی بوکس. گرین پس از اختلاف نظر بر سر پرداخت، فینکل را پس از یک سال به عنوان یک حرفه ای ترک کرد. او توسط کارل کینگ، پسر دان کینگ، که مروج گرین بود، اداره می شد.
میچ در شانزده مبارزه اول خود شکست ناپذیر بود، که شامل پیروزی در امتیاز 1983 بر فلوید "جامبو" کامینگز ناهموار و تساوی با اسب آزمایشی رابرت ایوانز بود. اولین باخت او یک تصمیم دوازده راند به قهرمان آینده WBC ترور بربیک در تلاش برای عنوان قهرمانی انجمن بوکس ایالات متحده در 10 اوت 1985 بود.
در مارس 1985، گرین به شدت کنفرانس مطبوعاتی مبارزه لری هلمز و دیوید بی در مسابقات قهرمانی لری هولمز و دیوید بی را قطع کرد و ادعا کرد که او رقیبی بهتر از بی است و به دنبال درگیری با مردم دان کینگ بود.

### گرین در مقابل تایسون
او سرعت دست فوق‌العاده‌ای دارد. او خوب مشت می‌زند و به خوبی بوکس می‌زند. همچنین، او بسیار متحرک است.
- جیم جیکوبز، مدیر تایسون، در گرین
پس از پیروزی در برابر پرسل دیویس، او در سال 1986 در HBO، در معروف ترین مبارزه خود، تصمیم ده راندی را به مایک تایسون باخت. در شروع مبارزه، گرین به شدت از تفاوت کیف پول بین او و تایسون شکایت کرده بود که یک روز قبل از مبارزه، هنگام وزن کشی، گرین متوجه شد که 30000 دلار در مقایسه با 200000 دلار تایسون برای مبارزه و قرارداد یک میلیون دلاری دریافت می کند. برای پخش زنده 3 مبارزه HBO. او تهدید کرد که از مسابقه خارج می‌شود، و در نهایت به خاطر آزاد شدن از قرارداد مدیریتی خود با پسرخوانده کینگ، کارل، در ازای کیف پول کوتاه خود رضایت داد. گرین با وجود از دست دادن یک تصمیم متفق‌القول در ده راند، در طول مبارزه نمایشی سرسختانه نشان داد و در یک نقطه موفق شد یکی از دندان های طلای تایسون را از بین ببرد که در مقابل فیل برگر نویسنده قرار گرفت.[نیازمند منبع]
یک هفته بعد، گرین توسط مدیر کارل کینگ، از قراردادش آزاد شد، که هفته قبل توسط گرین به دلیل سوء مدیریت حرفه‌اش مورد انتقاد قرار گرفت.

### سالهای بعد
گرین بعداً برای رویارویی با جیمز «Bonecrusher» اسمیت در 12 دسامبر 1986 به عنوان بخشی از یک رویداد دان کینگ برای HBO از مدیسون اسکوئر گاردن قرارداد امضا کرد. مسابقه بین گرین و اسمیت قرار بود به عنوان بخشی از آندرکارت این رویداد باشد و تیم ویترسپون قرار بود از قهرمانی خود در WBA در یک مسابقه مجدد مقابل تونی تابز قهرمان سابق دفاع کند که ویترسپون یازده ماه پیش از آن قهرمانی را از آن خود کرده بود. پس از اینکه تابز با مصدومیتی گزارش شده از مسابقه کنار رفت، ویترسپون به جای آن اسمیت را که در یک تصمیم دوازده راندی در سال 1985 شکست داده بود، داد تا شوت به تابز را به دست آورد. گرین از این رویداد کنار گذاشته شد، در نتیجه، زیرا حریف جایگزینی پیدا نشد. گرین بعداً در مذاکرات پیش از مبارزه ویترسپون-اسمیت ظاهر شد و دوباره دان کینگ را تهدید کرد.
گرین سال ها از بوکس زدن امتناع می کرد و مکرراً با قانون مشکل داشت. او سرانجام در فوریه 1993، در آن زمان در 36 سالگی، در برابر بروس جانسون کارشناس به رینگ بازگشت. گرین دوباره با شکایت از کیف خود و مدیر جدیدش، از پرتاب هر گونه مشت خودداری کرد و مدام با داور بحث می کرد، تا اینکه داور عصبانی مسابقه عجیب و غریب را در مسابقه سوم متوقف کرد.
در طول دهه 1990، گرین به طور پراکنده از بازنشستگی خارج شد، به ویژه در رقابت برای عنوان سنگین وزن ایالت نیویورک، در برابر ملوین فاستر در سال 1994 و برایان نیکس در سال 1998. پیروزی در سال 1998 بر مایک دیکسون "بدون رقابت" اعلام شد. تست گرین برای ماری جوانا مثبت بود. مسابقه مارس 1996 با شانون بریگز زمانی که گرین اسلحه ای به سمت مدیرش کشید از هم پاشید.
گرین قرار بود در سال 1985 برای عنوان NABF با جیمز برود مبارزه کند، اما به دلایل مالی از این مبارزه کنار رفت.
در اواخر دوران حرفه ای خود، یک گرین مسن دو قهرمانی جعلی برگزار کرد. او در 9 مارس 2002 با یک تصمیم دوازده راند مقابل دنی ووفورد عنوان قهرمانی امپراتوری جهانی بوکس را در وزن فوق سنگین به دست آورد و در 24 ژوئن 2005 به عنوان قهرمان سنگین وزن سازمان جهانی بوکس معرفی شد. او هرگز از هیچ عنوان دفاع نکرد. آخرین مبارزه او ناک اوت راند چهارم بیلی میچم در 2 اوت 2005 بود.

## لینک های بیرونی
- Boxing record for Mitch Green from BoxRec